# Liga Mundial de Voleibol de 2017
A Liga Mundial de Voleibol de 2017 foi a 28ª edição do torneio anual de voleibol masculino promovido pela Federação Internacional de Voleibol (FIVB).
Assim como ocorreu na última temporada, foi disputada por 36 seleções, mantendo o recorde de participantes. A fase final do Primeiro Grupo foi disputada pelas cinco melhores seleções da fase de classificação, além da equipe do país-sede, sendo este o Brasil, com realização na cidade de Curitiba entre 4 e 8 de julho.
Pela segunda vez em três anos, a França conquistou o título ao superar o Brasil a final por 3 sets a 2. Em contrapartida, os brasileiros acumularam o quinto vice-campeonato desde 2010, ano em que obtiveram o recorde de nove títulos na competição. O Canadá completou o pódio ao vencer os Estados Unidos por 3–1, obtendo sua primeira medalha em Ligas Mundiais.

## Equipes participantes
Todas as seleções participantes da edição anterior classificaram-se diretamente, com exceção das seleções de Cuba e de Porto Rico que desistiram de participar. Sendo assim, as seleções da Áustria e da Estônia garantiram o direito de disputar pela primeira vez o torneio, classificando-se através da Liga Europeia de 2016. Com a saída de Cuba no Segundo Grupo, o rebaixamento do Japão ao Terceiro Grupo foi cancelado.
| África (CAVB)                                                                                               | Ásia e Oceania (AVC)                                                                                    | Europa (CEV) | América do Norte, Central e Caribe (NORCECA) | América do Sul (CSV)           |
| --- | --- | --- | -------------------------------------------- | ------------------------------ |
| Egito · Tunísia                                                                                             | Austrália · Catar · Cazaquistão · China · Coreia do Sul · Irã · Japão · Taipé Chinês                    | \| Alemanha · Áustria · Bélgica · Bulgária · Eslováquia · Eslovênia · Espanha · Estônia · Finlândia · França · \| Grécia · Itália · Montenegro · Países Baixos · Polônia · Portugal · Chéquia · Rússia · Sérvia · Turquia \| | Canadá · Estados Unidos · México             | Argentina · Brasil · Venezuela |
| Alemanha · Áustria · Bélgica · Bulgária · Eslováquia · Eslovênia · Espanha · Estônia · Finlândia · França · | Grécia · Itália · Montenegro · Países Baixos · Polônia · Portugal · Chéquia · Rússia · Sérvia · Turquia | |                                              |                                |

## Fórmula de disputa
As equipes foram divididas em três grandes grupos com doze integrantes cada. Na fase intercontinental, as equipes dos Grupos 1 e 2 disputaram nove partidas em sub-grupos de quatro times cada. Já as integrantes do Grupo 3 disputaram apenas seis partidas, também em sub-grupos de quatro. As equipes que ficaram na última colocação na classificação geral dos Grupos 1 e 2 seriam rebaixadas para os Grupos 2 e 3 da edição seguinte, respectivamente. Consequentemente, os campeões dos Grupos 2 e 3 teriam o direito ao acesso, na edição seguinte, aos Grupos 1 e 2, respectivamente, desde que cumprisem as exigências da FIVB. No entanto esses critérios não foram aplicados devido a extinção do torneio e sua substituição pela Liga das Nações em 2018.
| Grupo 1 | Grupo 2 | Grupo 3 |
| --- | --- | --- |
| Fase final: Curitiba                                                                                                  | Fase final: Gold Coast | Fase final: León |
| Argentina · Bélgica · Brasil · Bulgária · Canadá · Estados Unidos · França · Irã · Itália · Polônia · Rússia · Sérvia | Austrália · China · Coreia do Sul · Egito · Finlândia · Eslováquia · Eslovênia · Japão · Países Baixos · Portugal · Chéquia · Turquia | Alemanha · Áustria · Catar · Cazaquistão · Espanha · Estônia · Grécia · México · Montenegro · Taipé Chinês · Tunísia · Venezuela |

## Calendário
O sorteio de grupos foi anunciado durante a reunião do Conselho da FIVB em Lausana, Suíça.

### Grupo 1
| Primeira semana: 2–4 de junho     | Grupo A1 · Pésaro Brasil · Itália · Polônia · Irã         | Grupo B1 · Novi Sad Sérvia · Estados Unidos · Canadá · Bélgica   | Grupo C1 · Cazã França · Rússia · Bulgária · Argentina   |
| Segunda semana: 9–11 de junho     | Grupo D1 · Teerã Sérvia · Argentina · Bélgica · Irã       | Grupo E1 · Varna Brasil · Polônia · Canadá · Bulgária            | Grupo F1 · Pau França · Rússia · Estados Unidos · Itália |
| Terceira semana: 15–18 de junho   | Grupo G1 · Córdoba Sérvia · Brasil · Bulgária · Argentina | Grupo H1 · Katowice/Łódź Estados Unidos · Rússia · Polônia · Irã | Grupo I1 · Antuérpia França · Itália · Canadá · Bélgica  |
| Fase final: 4–8 de julho Curitiba |                                                           |                                                                  |                                                          |

### Grupo 2
| Primeira semana: 2–4 de junho                    | Grupo A2 · Seul Coreia do Sul · Chéquia · Eslovênia · Finlândia | Grupo B2 · Poprad Portugal · Japão · Austrália · Eslováquia     | Grupo C2 · Ancara Países Baixos · Egito · Turquia · China              |
| Segunda semana: 8–11 de junho                    | Grupo D2 · Helsinque Austrália · China · Eslováquia · Finlândia | Grupo E2 · Takasaki Japão · Eslovênia · Coreia do Sul · Turquia | Grupo F2 · České Budějovice Países Baixos · Egito · Portugal · Chéquia |
| Terceira semana: 16–18 de junho                  | Grupo G2 · Kunshan Austrália · Japão · Turquia · China          | Grupo H2 · Cairo Portugal · Egito · Eslovênia · Finlândia       | Grupo I2 · Haia Países Baixos · Chéquia · Coreia do Sul · Eslováquia   |
| Fase final: 23 de junho – 25 de junho Gold Coast |                                                                 |                                                                 |                                                                        |

### Grupo 3
| Primeira semana: 2–4 de junho              | Grupo A3 · Barcelona Grécia · México · Espanha · Catar  | Grupo B3 · Bijelo Polje Taipé Chinês · Tunísia · Montenegro · Estônia | Grupo C3 · Frankfurt Áustria · Alemanha · Cazaquistão · Venezuela |
| Segunda semana: 9–11 de junho              | Grupo D3 · Tallinn Grécia · Venezuela · Estônia · Catar | Grupo E3 · Túnis Taipé Chinês · Tunísia · Montenegro · Cazaquistão    | Grupo F3 · Linz Áustria · Alemanha · Espanha · México             |
| Fase final: 16 de junho – 18 de junho León |                                                         |                                                                       |                                                                   |

## Critérios de classificação nos grupos
1. Número de vitórias;
2. Pontos;
3. Razão de sets;
4. Razão de pontos;
5. Resultado da última partida entre os times empatados.

- Placar de 3–0 ou 3–1: 3 pontos para o vencedor, nenhum para o perdedor.
- Placar de 3–2: 2 pontos para o vencedor, 1 para o perdedor.

## Fase intercontinental

### Grupo 1
Todas as partidas seguem o horário local.
|     |                |     | Jogos | Jogos | Jogos | Resultados | Resultados | Resultados | Resultados | Resultados | Resultados | Sets | Sets | Sets  | Pontos | Pontos | Pontos |
| Pos | Equipe         | Pts | T     | V     | D     | 3–0        | 3–1        | 3–2        | 2–3        | 1–3        | 0–3        | V    | P    | R     | V      | P      | R      |
| --- | -------------- | --- | ----- | ----- | ----- | ---------- | ---------- | ---------- | ---------- | ---------- | ---------- | ---- | ---- | ----- | ------ | ------ | ------ |
| 1   | França         | 25  | 9     | 8     | 1     | 4          | 4          | 0          | 1          | 0          | 0          | 26   | 7    | 3.714 | 792    | 673    | 1.177  |
| 2   | Brasil         | 19  | 9     | 6     | 3     | 1          | 5          | 0          | 1          | 2          | 0          | 22   | 14   | 1.571 | 817    | 786    | 1.039  |
| 3   | Sérvia         | 18  | 9     | 6     | 3     | 2          | 3          | 1          | 1          | 1          | 1          | 21   | 14   | 1.500 | 797    | 767    | 1.039  |
| 4   | Rússia         | 14  | 9     | 5     | 4     | 3          | 0          | 2          | 1          | 2          | 1          | 19   | 16   | 1.188 | 787    | 775    | 1.015  |
| 5   | Canadá         | 12  | 9     | 5     | 4     | 0          | 2          | 3          | 0          | 3          | 1          | 18   | 20   | 0.900 | 843    | 858    | 0.983  |
| 6   | Estados Unidos | 14  | 9     | 4     | 5     | 3          | 1          | 0          | 2          | 3          | 0          | 19   | 16   | 1.188 | 816    | 804    | 1.015  |
| 7   | Bélgica        | 14  | 9     | 4     | 5     | 1          | 2          | 1          | 3          | 0          | 2          | 18   | 19   | 0.947 | 808    | 819    | 0.987  |
| 8   | Polônia        | 12  | 9     | 4     | 5     | 1          | 2          | 1          | 1          | 3          | 1          | 17   | 19   | 0.895 | 806    | 801    | 1.006  |
| 9   | Bulgária       | 10  | 9     | 4     | 5     | 0          | 1          | 3          | 1          | 2          | 2          | 16   | 22   | 0.727 | 819    | 861    | 0.951  |
| 10  | Argentina      | 11  | 9     | 3     | 6     | 0          | 2          | 1          | 3          | 0          | 3          | 15   | 22   | 0.682 | 800    | 837    | 0.956  |
| 11  | Irã            | 7   | 9     | 3     | 6     | 0          | 1          | 2          | 0          | 2          | 4          | 11   | 23   | 0.478 | 739    | 795    | 0.930  |
| 12  | Itália         | 6   | 9     | 2     | 7     | 1          | 0          | 1          | 1          | 5          | 1          | 13   | 23   | 0.565 | 798    | 846    | 0.943  |

Nota: Canadá ficou na frente dos Estados Unidos e da Bélgica pelo número de vitórias (CAN 5, USA 4, BEL 4).
Grupo A1
- Local:  Adriatic Arena, Pésaro, Itália

| Data  | Hora  |         | Placar |         | Set 1 | Set 2 | Set 3 | Set 4 | Set 5 | Total   | Relatório |
| ----- | ----- | ------- | ------ | ------- | ----- | ----- | ----- | ----- | ----- | ------- | --------- |
| 2 jun | 17:00 | Brasil  | 2–3    | Polônia | 20–25 | 25–20 | 25–19 | 22–25 | 8–15  | 100–104 | Relatório |
| 2 jun | 20:00 | Itália  | 3–0    | Irã     | 25–22 | 25–23 | 25–22 |       |       | 75–67   | Relatório |
| 3 jun | 14:00 | Itália  | 1–3    | Polônia | 25–21 | 17–25 | 18–25 | 23–25 |       | 83–96   | Relatório |
| 3 jun | 17:00 | Irã     | 1–3    | Brasil  | 25–21 | 19–25 | 22–25 | 22–25 |       | 88–96   | Relatório |
| 4 jun | 14:00 | Itália  | 1–3    | Brasil  | 15–25 | 25–17 | 23–25 | 22–25 |       | 85–92   | Relatório |
| 4 jun | 17:00 | Polônia | 1–3    | Irã     | 25–18 | 23–25 | 23–25 | 22–25 |       | 93–93   | Relatório |

Grupo B1
- Local:  SPC Vojvodina, Novi Sad, Sérvia

| Data  | Hora  |                | Placar |                | Set 1 | Set 2 | Set 3 | Set 4 | Set 5 | Total   | Relatório |
| ----- | ----- | -------------- | ------ | -------------- | ----- | ----- | ----- | ----- | ----- | ------- | --------- |
| 2 jun | 16:00 | Bélgica        | 2–3    | Canadá         | 22–25 | 25–19 | 24–26 | 25–23 | 13–15 | 109–108 | Relatório |
| 2 jun | 19:00 | Sérvia         | 3–1    | Estados Unidos | 25–18 | 23–25 | 25–20 | 25–21 |       | 98–84   | Relatório |
| 3 jun | 16:00 | Canadá         | 3–2    | Estados Unidos | 23–25 | 25–19 | 18–25 | 25–23 | 15–11 | 106–103 | Relatório |
| 3 jun | 19:00 | Bélgica        | 3–0    | Sérvia         | 25–20 | 25–18 | 25–23 |       |       | 75–61   | Relatório |
| 4 jun | 16:00 | Estados Unidos | 1–3    | Bélgica        | 23–25 | 16–25 | 25–22 | 26–28 |       | 90–100  | Relatório |
| 4 jun | 19:00 | Canadá         | 1–3    | Sérvia         | 23–25 | 21–25 | 25–20 | 20–25 |       | 89–95   | Relatório |

Grupo C1
- Local:  Centro de Voleibol de Cazã, Cazã, Rússia

| Data  | Hora  |           | Placar |           | Set 1 | Set 2 | Set 3 | Set 4 | Set 5 | Total   | Relatório |
| ----- | ----- | --------- | ------ | --------- | ----- | ----- | ----- | ----- | ----- | ------- | --------- |
| 2 jun | 16:10 | França    | 3–0    | Bulgária  | 25–23 | 25–15 | 25–22 |       |       | 75–60   | Relatório |
| 2 jun | 19:10 | Rússia    | 3–0    | Argentina | 25–17 | 25–18 | 25–19 |       |       | 75–54   | Relatório |
| 3 jun | 16:10 | Bulgária  | 2–3    | Argentina | 23–25 | 25–23 | 25–20 | 21–25 | 12–15 | 106–108 | Relatório |
| 3 jun | 19:10 | Rússia    | 1–3    | França    | 13–25 | 20–25 | 25–22 | 21–25 |       | 79–97   | Relatório |
| 4 jun | 16:10 | Argentina | 0–3    | França    | 17–25 | 25–27 | 22–25 |       |       | 64–77   | Relatório |
| 4 jun | 19:10 | Rússia    | 2–3    | Bulgária  | 25–21 | 25–15 | 22–25 | 25–27 | 13–15 | 110–103 | Relatório |

Grupo D1
- Local:  Estádio Indoor Azadi, Teerã, Irã

| Data   | Hora  |         | Placar |           | Set 1 | Set 2 | Set 3 | Set 4 | Set 5 | Total   | Relatório |
| ------ | ----- | ------- | ------ | --------- | ----- | ----- | ----- | ----- | ----- | ------- | --------- |
| 9 jun  | 18:10 | Sérvia  | 3–0    | Argentina | 25–18 | 25–22 | 25–23 |       |       | 75–63   | Relatório |
| 9 jun  | 21:10 | Irã     | 3–2    | Bélgica   | 23–25 | 25–17 | 25–22 | 23–25 | 15–12 | 111–101 | Relatório |
| 10 jun | 18:10 | Bélgica | 3–2    | Argentina | 23–25 | 25–20 | 25–23 | 24–26 | 15–6  | 112–100 | Relatório |
| 10 jun | 21:15 | Irã     | 1–3    | Sérvia    | 20–25 | 23–25 | 25–16 | 16–25 |       | 84–91   | Relatório |
| 11 jun | 18:10 | Sérvia  | 3–0    | Bélgica   | 25–22 | 25–18 | 25–20 |       |       | 75–60   | Relatório |
| 11 jun | 21:10 | Irã     | 3–2    | Argentina | 29–27 | 25–20 | 20–25 | 23–25 | 15–11 | 112–108 | Relatório |

Grupo E1
- Local:  Palácio de Cultura e Esportes, Varna, Bulgária

| Data   | Hora  |          | Placar |          | Set 1 | Set 2 | Set 3 | Set 4 | Set 5 | Total   | Relatório |
| ------ | ----- | -------- | ------ | -------- | ----- | ----- | ----- | ----- | ----- | ------- | --------- |
| 9 jun  | 16:10 | Canadá   | 1–3    | Brasil   | 25–23 | 20–25 | 22–25 | 23–25 |       | 90–98   | Relatório |
| 9 jun  | 19:10 | Bulgária | 3–2    | Polônia  | 25–16 | 20–25 | 19–25 | 25–23 | 16–14 | 105–103 | Relatório |
| 10 jun | 16:40 | Brasil   | 3–1    | Polônia  | 25–21 | 25–20 | 17–25 | 25–19 |       | 92–85   | Relatório |
| 10 jun | 20:40 | Canadá   | 3–1    | Bulgária | 27–25 | 30–28 | 21–25 | 25–23 |       | 103–101 | Relatório |
| 11 jun | 16:40 | Polônia  | 3–1    | Canadá   | 25–21 | 27–25 | 20–25 | 25–19 |       | 97–90   | Relatório |
| 11 jun | 20:40 | Brasil   | 1–3    | Bulgária | 22–25 | 19–25 | 25–23 | 19–25 |       | 85–98   | Relatório |

Grupo F1
- Local:  Palais des Sports de Pau, Pau, França

| Data   | Hora  |                | Placar |                | Set 1 | Set 2 | Set 3 | Set 4 | Set 5 | Total   | Relatório |
| ------ | ----- | -------------- | ------ | -------------- | ----- | ----- | ----- | ----- | ----- | ------- | --------- |
| 9 jun  | 17:30 | Itália         | 0–3    | Estados Unidos | 22–25 | 23–25 | 23–25 |       |       | 68–75   | Relatório |
| 9 jun  | 20:30 | França         | 3–1    | Rússia         | 25–12 | 22–25 | 25–21 | 25–18 |       | 97–76   | Relatório |
| 10 jun | 17:30 | Estados Unidos | 3–0    | Rússia         | 25–20 | 25–22 | 25–22 |       |       | 75–64   | Relatório |
| 10 jun | 20:30 | França         | 3–1    | Itália         | 21–25 | 25–21 | 25–21 | 26–24 |       | 97–91   | Relatório |
| 11 jun | 15:30 | Itália         | 2–3    | Rússia         | 33–31 | 23–25 | 25–21 | 23–25 | 10–15 | 114–117 | Relatório |
| 11 jun | 18:50 | França         | 3–1    | Estados Unidos | 25–20 | 18–25 | 25–22 | 25–21 |       | 93–88   | Relatório |

Grupo G1
- Local:  Orfeo Superdomo, Córdoba, Argentina

| Data   | Hora  |           | Placar |          | Set 1 | Set 2 | Set 3 | Set 4 | Set 5 | Total   | Relatório |
| ------ | ----- | --------- | ------ | -------- | ----- | ----- | ----- | ----- | ----- | ------- | --------- |
| 16 jun | 18:10 | Brasil    | 3–0    | Bulgária | 25–15 | 25–19 | 25–22 |       |       | 75–56   | Relatório |
| 16 jun | 21:10 | Argentina | 2–3    | Sérvia   | 22–25 | 25–19 | 22–25 | 30–28 | 12–15 | 111–112 | Relatório |
| 17 jun | 16:10 | Bulgária  | 3–2    | Sérvia   | 25–18 | 20–25 | 25–23 | 24–26 | 15–12 | 109–104 | Relatório |
| 17 jun | 19:10 | Argentina | 3–1    | Brasil   | 19–25 | 25–21 | 25–22 | 25–19 |       | 94–87   | Relatório |
| 18 jun | 16:10 | Sérvia    | 1–3    | Brasil   | 22–25 | 16–25 | 25–17 | 23–25 |       | 86–92   | Relatório |
| 18 jun | 19:10 | Argentina | 3–1    | Bulgária | 25–16 | 25–21 | 23–25 | 25–19 |       | 98–81   | Relatório |

Grupo H1
- Local:  Spodek, Katowice e Atlas Arena, Łódź, Polônia

| Data   | Hora  |                | Placar |                | Set 1 | Set 2 | Set 3 | Set 4 | Set 5 | Total   | Relatório |
| ------ | ----- | -------------- | ------ | -------------- | ----- | ----- | ----- | ----- | ----- | ------- | --------- |
| 15 jun | 17:25 | Irã            | 0–3    | Estados Unidos | 17–25 | 22–25 | 28–30 |       |       | 67–80   | Relatório |
| 15 jun | 20:25 | Polônia        | 0–3    | Rússia         | 22–25 | 17–25 | 21–25 |       |       | 60–75   | Relatório |
| 17 jun | 17:25 | Estados Unidos | 2–3    | Rússia         | 29–31 | 25–17 | 19–25 | 29–27 | 13–15 | 115–115 | Relatório |
| 17 jun | 21:00 | Polônia        | 3–0    | Irã            | 25–17 | 25–18 | 25–22 |       |       | 75–57   | Relatório |
| 18 jun | 17:25 | Rússia         | 3–0    | Irã            | 26–24 | 25–18 | 25–18 |       |       | 76–60   | Relatório |
| 18 jun | 20:25 | Polônia        | 1–3    | Estados Unidos | 31–29 | 17–25 | 25–27 | 20–25 |       | 93–106  | Relatório |

Grupo I1
- Local:  Lotto Arena, Antuérpia, Bélgica

| Data   | Hora  |         | Placar |         | Set 1 | Set 2 | Set 3 | Set 4 | Set 5 | Total   | Relatório |
| ------ | ----- | ------- | ------ | ------- | ----- | ----- | ----- | ----- | ----- | ------- | --------- |
| 16 jun | 17:10 | Itália  | 3–2    | França  | 20–25 | 25–21 | 24–26 | 25–20 | 16–14 | 110–106 | Relatório |
| 16 jun | 20:10 | Bélgica | 2–3    | Canadá  | 23–25 | 13–25 | 26–24 | 25–22 | 10–15 | 97–111  | Relatório |
| 17 jun | 17:10 | França  | 3–0    | Canadá  | 25–16 | 25–15 | 25–21 |       |       | 75–52   | Relatório |
| 17 jun | 20:10 | Itália  | 1–3    | Bélgica | 22–25 | 24–26 | 27–25 | 16–25 |       | 89–101  | Relatório |
| 18 jun | 13:00 | Canadá  | 3–1    | Itália  | 20–25 | 25–22 | 25–14 | 25–22 |       | 95–83   | Relatório |
| 18 jun | 16:00 | Bélgica | 0–3    | França  | 21–25 | 16–25 | 16–25 |       |       | 53–75   | Relatório |

### Grupo 2
Todas as partidas seguem o horário local.
|     |               |     | Jogos | Jogos | Jogos | Resultados | Resultados | Resultados | Resultados | Resultados | Resultados | Sets | Sets | Sets  | Pontos | Pontos | Pontos |
| Pos | Equipe        | Pts | T     | V     | D     | 3–0        | 3–1        | 3–2        | 2–3        | 1–3        | 0–3        | V    | P    | R     | V      | P      | R      |
| --- | ------------- | --- | ----- | ----- | ----- | ---------- | ---------- | ---------- | ---------- | ---------- | ---------- | ---- | ---- | ----- | ------ | ------ | ------ |
| 1   | Eslovênia     | 24  | 9     | 8     | 1     | 2          | 5          | 1          | 1          | 0          | 0          | 26   | 10   | 2.600 | 873    | 778    | 1.122  |
| 2   | Países Baixos | 21  | 9     | 7     | 2     | 4          | 2          | 1          | 1          | 1          | 0          | 24   | 10   | 2.400 | 804    | 698    | 1.152  |
| 3   | Austrália     | 16  | 9     | 6     | 3     | 2          | 2          | 2          | 0          | 3          | 0          | 21   | 15   | 1.400 | 826    | 793    | 1.042  |
| 4   | Japão         | 16  | 9     | 5     | 4     | 1          | 2          | 2          | 3          | 0          | 1          | 21   | 18   | 1.167 | 873    | 823    | 1.061  |
| 5   | China         | 15  | 9     | 5     | 4     | 2          | 2          | 1          | 1          | 2          | 1          | 19   | 16   | 1.188 | 803    | 815    | 0.985  |
| 6   | Coreia do Sul | 12  | 9     | 5     | 4     | 1          | 0          | 4          | 1          | 1          | 2          | 18   | 20   | 0.900 | 796    | 829    | 0.960  |
| 7   | Eslováquia    | 13  | 9     | 4     | 5     | 2          | 2          | 0          | 1          | 0          | 4          | 14   | 17   | 0.824 | 673    | 705    | 0.955  |
| 8   | Chéquia       | 12  | 9     | 4     | 5     | 2          | 1          | 1          | 1          | 2          | 2          | 16   | 18   | 0.889 | 724    | 771    | 0.939  |
| 9   | Finlândia     | 10  | 9     | 3     | 6     | 1          | 2          | 0          | 1          | 4          | 1          | 15   | 20   | 0.750 | 785    | 791    | 0.992  |
| 10  | Portugal      | 10  | 9     | 3     | 6     | 0          | 2          | 1          | 2          | 2          | 2          | 15   | 22   | 0.682 | 793    | 837    | 0.947  |
| 11  | Turquia       | 9   | 9     | 3     | 6     | 1          | 0          | 2          | 2          | 3          | 1          | 16   | 22   | 0.727 | 848    | 869    | 0.976  |
| 12  | Egito         | 4   | 9     | 1     | 8     | 0          | 0          | 1          | 2          | 2          | 4          | 9    | 26   | 0.346 | 729    | 818    | 0.891  |

Grupo A2
- Local:  Jangchung Arena, Seul, Coreia do Sul

| Data  | Hora  |               | Placar |           | Set 1 | Set 2 | Set 3 | Set 4 | Set 5 | Total   | Relatório |
| ----- | ----- | ------------- | ------ | --------- | ----- | ----- | ----- | ----- | ----- | ------- | --------- |
| 2 jun | 16:00 | Finlândia     | 1–3    | Eslovênia | 22–25 | 15–25 | 25–22 | 23–25 |       | 85–97   | Relatório |
| 2 jun | 19:00 | Coreia do Sul | 3–2    | Chéquia   | 25–17 | 23–25 | 24–26 | 25–20 | 15–12 | 112–100 | Relatório |
| 3 jun | 13:00 | Coreia do Sul | 1–3    | Eslovênia | 23–25 | 25–23 | 14–25 | 23–25 |       | 85–98   | Relatório |
| 3 jun | 15:30 | Chéquia       | 3–1    | Finlândia | 16–25 | 25–23 | 25–22 | 25–16 |       | 91–86   | Relatório |
| 4 jun | 12:00 | Eslovênia     | 3–1    | Chéquia   | 25–19 | 25–21 | 23–25 | 25–16 |       | 98–81   | Relatório |
| 4 jun | 14:40 | Coreia do Sul | 3–2    | Finlândia | 24–26 | 25–21 | 25–23 | 22–25 | 15–13 | 111–108 | Relatório |

Grupo B2
- Local:  Arena Poprad, Poprad, Eslováquia

| Data  | Hora  |            | Placar |           | Set 1 | Set 2 | Set 3 | Set 4 | Set 5 | Total   | Relatório |
| ----- | ----- | ---------- | ------ | --------- | ----- | ----- | ----- | ----- | ----- | ------- | --------- |
| 2 jun | 15:00 | Austrália  | 3–2    | Portugal  | 21–25 | 25–20 | 25–18 | 22–25 | 20–18 | 113–106 | Relatório |
| 2 jun | 18:00 | Eslováquia | 3–0    | Japão     | 25–20 | 25–20 | 27–25 |       |       | 77–65   | Relatório |
| 3 jun | 15:00 | Japão      | 2–3    | Portugal  | 21–25 | 25–19 | 25–21 | 24–26 | 9–15  | 104–106 | Relatório |
| 3 jun | 20:10 | Eslováquia | 3–1    | Austrália | 25–22 | 21–25 | 30–28 | 25–22 |       | 101–97  | Relatório |
| 4 jun | 15:00 | Austrália  | 1–3    | Japão     | 18–25 | 25–17 | 21–25 | 22–25 |       | 86–92   | Relatório |
| 4 jun | 18:00 | Eslováquia | 3–0    | Portugal  | 25–20 | 25–23 | 25–19 |       |       | 75–62   | Relatótio |

Grupo C2
- Local:  Başkent Volleyball Hall, Ancara, Turquia

| Data  | Hora  |               | Placar |               | Set 1 | Set 2 | Set 3 | Set 4 | Set 5 | Total   | Relatório |
| ----- | ----- | ------------- | ------ | ------------- | ----- | ----- | ----- | ----- | ----- | ------- | --------- |
| 2 jun | 14:00 | Países Baixos | 3–0    | Egito         | 25–17 | 25–23 | 27–25 |       |       | 77–65   | Relatório |
| 2 jun | 17:00 | Turquia       | 3–2    | China         | 25–22 | 25–20 | 21–25 | 24–26 | 15–12 | 110–105 | Relatório |
| 3 jun | 14:00 | China         | 3–1    | Países Baixos | 29–27 | 23–25 | 25–22 | 25–23 |       | 102–97  | Relatório |
| 3 jun | 17:00 | Egito         | 0–3    | Turquia       | 20–25 | 20–25 | 15–25 |       |       | 55–75   | Relatório |
| 4 jun | 14:00 | Turquia       | 3–2    | Países Baixos | 25–22 | 23–25 | 25–18 | 24–26 | 17–15 | 114–106 | Relatório |
| 4 jun | 17:15 | Egito         | 0–3    | China         | 18–25 | 20–25 | 22–25 |       |       | 60–75   | Relatório |

Grupo D2
- Local:  Hartwall Arena, Helsinque, Finlândia

| Data   | Hora  |            | Placar |            | Set 1 | Set 2 | Set 3 | Set 4 | Set 5 | Total | Relatório |
| ------ | ----- | ---------- | ------ | ---------- | ----- | ----- | ----- | ----- | ----- | ----- | --------- |
| 8 jun  | 16:00 | Austrália  | 3–0    | China      | 25–22 | 25–13 | 25–21 |       |       | 75–56 | Relatório |
| 8 jun  | 19:00 | Finlândia  | 3–0    | Eslováquia | 25–19 | 25–19 | 25–19 |       |       | 75–57 | Relatório |
| 9 jun  | 15:00 | Eslováquia | 0–3    | Austrália  | 21–25 | 19–25 | 23–25 |       |       | 63–75 | Relatório |
| 9 jun  | 18:00 | Finlândia  | 3–1    | China      | 25–23 | 21–25 | 25–21 | 27–25 |       | 98–94 | Relatório |
| 10 jun | 15:00 | China      | 1–3    | Eslováquia | 20–25 | 25–17 | 12–25 | 21–25 |       | 78–92 | Relatório |
| 10 jun | 18:00 | Finlândia  | 1–3    | Austrália  | 21–25 | 25–14 | 21–25 | 19–25 |       | 86–89 | Relatório |

Grupo E2
- Local:  Takasaki Arena, Takasaki, Japão

| Data   | Hora  |           | Placar |               | Set 1 | Set 2 | Set 3 | Set 4 | Set 5 | Total   | Relatório |
| ------ | ----- | --------- | ------ | ------------- | ----- | ----- | ----- | ----- | ----- | ------- | --------- |
| 9 jun  | 15:40 | Eslovênia | 3–2    | Coreia do Sul | 25–20 | 23–25 | 25–13 | 24–26 | 15–12 | 112–96  | Relatório |
| 9 jun  | 19:10 | Japão     | 3–1    | Turquia       | 25–15 | 26–24 | 25–27 | 25–16 |       | 101–82  | Relatório |
| 10 jun | 15:40 | Turquia   | 2–3    | Coreia do Sul | 23–25 | 20–25 | 25–20 | 25–17 | 12–15 | 105–102 | Relatório |
| 10 jun | 19:10 | Japão     | 3–2    | Eslovênia     | 25–22 | 17–25 | 25–18 | 22–25 | 17–15 | 106–105 | Relatório |
| 11 jun | 15:40 | Eslovênia | 3–1    | Turquia       | 25–23 | 25–22 | 26–28 | 25–21 |       | 101–94  | Relatório |
| 11 jun | 19:10 | Japão     | 3–0    | Coreia do Sul | 25–18 | 25–18 | 25–20 |       |       | 75–56   | Relatório |

Grupo F2
- Local:  Budvar Arena, České Budějovice, República Checa

| Data   | Hora  |               | Placar |               | Set 1 | Set 2 | Set 3 | Set 4 | Set 5 | Total   | Relatório |
| ------ | ----- | ------------- | ------ | ------------- | ----- | ----- | ----- | ----- | ----- | ------- | --------- |
| 9 jun  | 16:10 | Países Baixos | 3–1    | Portugal      | 22–25 | 25–22 | 25–23 | 25–18 |       | 97–88   | Relatório |
| 9 jun  | 19:10 | Chéquia       | 3–2    | Egito         | 22–25 | 25–21 | 23–25 | 25–23 | 16–14 | 111–108 | Relatório |
| 10 jun | 16:10 | Portugal      | 2–3    | Egito         | 16–25 | 17–25 | 25–19 | 25–21 | 17–19 | 100–109 | Relatório |
| 10 jun | 19:10 | Países Baixos | 3–0    | Chéquia       | 25–19 | 25–15 | 25–15 |       |       | 75–49   | Relatório |
| 11 jun | 16:10 | Egito         | 2–3    | Países Baixos | 25–17 | 25–19 | 11–25 | 18–25 | 10–15 | 89–101  | Relatório |
| 11 jun | 19:10 | Chéquia       | 3–0    | Portugal      | 25–21 | 25–21 | 25–16 |       |       | 75–58   | Relatório |

Grupo G2
- Local:  Ginásio do Centro Esportivo de Kunshan, Kunshan, China

| Data   | Hora  |           | Placar |           | Set 1 | Set 2 | Set 3 | Set 4 | Set 5 | Total   | Relatório |
| ------ | ----- | --------- | ------ | --------- | ----- | ----- | ----- | ----- | ----- | ------- | --------- |
| 16 jun | 15:00 | Austrália | 3–2    | Japão     | 29–27 | 18–25 | 24–26 | 25–21 | 15–9  | 111–108 | Relatório |
| 16 jun | 19:00 | China     | 3–0    | Turquia   | 43–41 | 26–24 | 25–21 |       |       | 94–86   | Relatório |
| 17 jun | 15:00 | Japão     | 3–2    | Turquia   | 22–25 | 25–12 | 22–25 | 25–19 | 15–12 | 109–93  | Relatório |
| 17 jun | 19:00 | China     | 3–1    | Austrália | 17–25 | 25–19 | 25–23 | 25–17 |       | 92–84   | Relatório |
| 18 jun | 15:00 | Turquia   | 1–3    | Austrália | 24–26 | 25–20 | 21–25 | 19–25 |       | 89–96   | Relatório |
| 18 jun | 19:00 | China     | 3–2    | Japão     | 20–25 | 28–26 | 17–25 | 25–22 | 17–15 | 107–113 | Relatório |

Grupo H2
- Local:  Complexo Indoor do Estádio de Cairo, Cairo, Egito

| Data   | Hora  |           | Placar |           | Set 1 | Set 2 | Set 3 | Set 4 | Set 5 | Total | Relatório |
| ------ | ----- | --------- | ------ | --------- | ----- | ----- | ----- | ----- | ----- | ----- | --------- |
| 16 jun | 14:00 | Portugal  | 3–1    | Finlândia | 20–25 | 25–22 | 25–19 | 25–22 |       | 95–88 | Relatório |
| 16 jun | 21:30 | Egito     | 0–3    | Eslovênia | 23–25 | 37–39 | 23–25 |       |       | 83–89 | Relatório |
| 17 jun | 14:00 | Finlândia | 0–3    | Eslovênia | 21–25 | 23–25 | 22–25 |       |       | 66–75 | Relatório |
| 17 jun | 21:30 | Egito     | 1–3    | Portugal  | 25–22 | 17–25 | 15–25 | 21–25 |       | 78–97 | Relatório |
| 18 jun | 14:00 | Eslovênia | 3–1    | Portugal  | 25–16 | 25–21 | 23–25 | 25–19 |       | 98–81 | Relatório |
| 18 jun | 21:30 | Egito     | 1–3    | Finlândia | 22–25 | 13–25 | 25–18 | 22–25 |       | 82–93 | Relatório |

Grupo I2
- Local:  Sportcampus Zuiderpark, Haia, Países Baixos

| Data   | Hora  |               | Placar |               | Set 1 | Set 2 | Set 3 | Set 4 | Set 5 | Total  | Relatório |
| ------ | ----- | ------------- | ------ | ------------- | ----- | ----- | ----- | ----- | ----- | ------ | --------- |
| 16 jun | 18:00 | Coreia do Sul | 0–3    | Países Baixos | 21–25 | 16–25 | 16–25 |       |       | 53–75  | Relatório |
| 16 jun | 20:30 | Eslováquia    | 0–3    | Chéquia       | 16–25 | 23–25 | 17–25 |       |       | 56–75  | Relatório |
| 17 jun | 18:00 | Países Baixos | 3–0    | Eslováquia    | 25–21 | 25–23 | 25–15 |       |       | 75–59  | Relatório |
| 17 jun | 20:30 | Chéquia       | 0–3    | Coreia do Sul | 18–25 | 25–27 | 21–25 |       |       | 64–77  | Relatório |
| 18 jun | 15:30 | Coreia do Sul | 3–2    | Eslováquia    | 25–18 | 18–25 | 25–18 | 20–25 | 15–7  | 103–93 | Relatório |
| 18 jun | 18:00 | Países Baixos | 3–1    | Chéquia       | 26–28 | 25–17 | 25–21 | 25–13 |       | 101–79 | Relatório |

### Grupo 3
Todas as partidas seguem o horário local.
|     |              |     | Jogos | Jogos | Jogos | Resultados | Resultados | Resultados | Resultados | Resultados | Resultados | Sets | Sets | Sets  | Pontos | Pontos | Pontos |
| Pos | Equipe       | Pts | T     | V     | D     | 3–0        | 3–1        | 3–2        | 2–3        | 1–3        | 0–3        | V    | P    | R     | V      | P      | R      |
| --- | ------------ | --- | ----- | ----- | ----- | ---------- | ---------- | ---------- | ---------- | ---------- | ---------- | ---- | ---- | ----- | ------ | ------ | ------ |
| 1   | Alemanha     | 15  | 6     | 5     | 1     | 3          | 2          | 0          | 0          | 1          | 0          | 16   | 5    | 3.200 | 522    | 439    | 1.189  |
| 2   | Espanha      | 14  | 6     | 5     | 1     | 2          | 2          | 1          | 0          | 0          | 1          | 15   | 7    | 2.143 | 516    | 474    | 1.089  |
| 3   | Estônia      | 13  | 6     | 5     | 1     | 3          | 0          | 2          | 0          | 1          | 0          | 16   | 7    | 2.286 | 526    | 441    | 1.193  |
| 4   | Áustria      | 11  | 6     | 4     | 2     | 1          | 2          | 1          | 0          | 1          | 1          | 13   | 10   | 1.300 | 536    | 455    | 1.178  |
| 5   | Tunísia      | 11  | 6     | 4     | 2     | 0          | 2          | 2          | 1          | 1          | 0          | 15   | 12   | 1.250 | 596    | 561    | 1.062  |
| 6   | Montenegro   | 9   | 6     | 3     | 3     | 1          | 1          | 1          | 1          | 1          | 1          | 12   | 12   | 1,000 | 507    | 511    | 0.992  |
| 7   | Catar        | 9   | 6     | 3     | 3     | 2          | 1          | 0          | 0          | 1          | 2          | 10   | 10   | 1,000 | 464    | 484    | 0.959  |
| 8   | Taipé Chinês | 8   | 6     | 2     | 4     | 0          | 2          | 0          | 2          | 2          | 0          | 12   | 14   | 0.857 | 555    | 584    | 0.950  |
| 9   | México       | 8   | 6     | 2     | 4     | 1          | 1          | 0          | 2          | 0          | 2          | 10   | 13   | 0.769 | 498    | 513    | 0.971  |
| 10  | Venezuela    | 6   | 6     | 2     | 4     | 1          | 1          | 0          | 0          | 2          | 2          | 8    | 13   | 0.615 | 408    | 519    | 0.786  |
| 11  | Cazaquistão  | 3   | 6     | 1     | 5     | 0          | 1          | 0          | 0          | 3          | 2          | 6    | 16   | 0.375 | 452    | 531    | 0.851  |
| 12  | Grécia       | 1   | 6     | 0     | 6     | 0          | 0          | 0          | 1          | 2          | 3          | 4    | 18   | 0.222 | 468    | 536    | 0.873  |

Grupo A3
- Local:  Pavelló de la Vall d'Hebron, Barcelona, Espanha

| Data  | Hora  |         | Placar |        | Set 1 | Set 2 | Set 3 | Set 4 | Set 5 | Total | Relatório |
| ----- | ----- | ------- | ------ | ------ | ----- | ----- | ----- | ----- | ----- | ----- | --------- |
| 2 jun | 17:30 | Catar   | 3–0    | Grécia | 25–20 | 25–23 | 25–21 |       |       | 75–64 | Relatório |
| 2 jun | 20:00 | Espanha | 3–0    | México | 25–23 | 25–23 | 25–21 |       |       | 75–67 | Relatório |
| 3 jun | 15:30 | Grécia  | 1–3    | México | 19–25 | 22–25 | 25–23 | 21–25 |       | 87–98 | Relatório |
| 3 jun | 18:00 | Espanha | 3–1    | Catar  | 25–21 | 21–25 | 25–15 | 25–13 |       | 96–74 | Relatório |
| 4 jun | 15:30 | Catar   | 0–3    | México | 17–25 | 25–27 | 21–25 |       |       | 63–77 | Relatório |
| 4 jun | 18:00 | Espanha | 3–1    | Grécia | 25–21 | 22–25 | 25–23 | 25–23 |       | 97–92 | Relatório |

Grupo B3
- Local:  Centro Esportivo Nikoljac, Bijelo Polje, Montenegro

| Data  | Hora  |              | Placar |              | Set 1 | Set 2 | Set 3 | Set 4 | Set 5 | Total   | Relatório |
| ----- | ----- | ------------ | ------ | ------------ | ----- | ----- | ----- | ----- | ----- | ------- | --------- |
| 2 jun | 17:00 | Taipé Chinês | 2–3    | Estônia      | 25–23 | 24–26 | 17–25 | 25–20 | 12–15 | 103–109 | Relatório |
| 2 jun | 20:00 | Montenegro   | 3–2    | Tunísia      | 18–25 | 25–15 | 25–19 | 25–27 | 15–9  | 108–95  | Relatório |
| 3 jun | 17:00 | Estônia      | 1–3    | Tunísia      | 25–18 | 17–25 | 21–25 | 21–25 |       | 84–93   | Relatório |
| 3 jun | 20:00 | Taipé Chinês | 1–3    | Montenegro   | 22–25 | 14–25 | 25–22 | 24–26 |       | 85–98   | Relatório |
| 4 jun | 17:00 | Tunísia      | 3–1    | Taipé Chinês | 19–25 | 25–19 | 25–21 | 25–15 |       | 94–80   | Relatório |
| 4 jun | 20:00 | Montenegro   | 0–3    | Estônia      | 18–25 | 16–25 | 13–25 |       |       | 47–75   | Relatório |

Grupo C3
- Local:  Fraport Arena, Frankfurt, Alemanha

| Data  | Hora  |             | Placar |             | Set 1 | Set 2 | Set 3 | Set 4 | Set 5 | Total | Relatório |
| ----- | ----- | ----------- | ------ | ----------- | ----- | ----- | ----- | ----- | ----- | ----- | --------- |
| 2 jun | 15:00 | Venezuela   | 0–3    | Áustria     | 0–25  | 0–25  | 0–25  |       |       | 0–75  | W.O.1     |
| 2 jun | 18:10 | Cazaquistão | 0–3    | Alemanha    | 17–25 | 16–25 | 22–25 |       |       | 55–75 | Relatório |
| 3 jun | 15:00 | Cazaquistão | 1–3    | Venezuela   | 21–25 | 19–25 | 25–23 | 22–25 |       | 87–98 | Relatório |
| 3 jun | 18:00 | Áustria     | 1–3    | Alemanha    | 25–22 | 16–25 | 23–25 | 23–25 |       | 87–97 | Relatório |
| 4 jun | 15:00 | Áustria     | 3–1    | Cazaquistão | 25–22 | 21–25 | 25–11 | 25–17 |       | 96–75 | Relatório |
| 4 jun | 18:00 | Alemanha    | 3–1    | Venezuela   | 25–15 | 25–19 | 22–25 | 25–14 |       | 97–73 | Relatório |

1 Venezuela não chegou a tempo para a partida contra a Áustria e foi considerada perdedora da partida.
Grupo D3
- Local:  Kalevi Spordihall, Tallinn, Estônia

| Data   | Hora  |           | Placar |           | Set 1 | Set 2 | Set 3 | Set 4 | Set 5 | Total   | Relatório |
| ------ | ----- | --------- | ------ | --------- | ----- | ----- | ----- | ----- | ----- | ------- | --------- |
| 9 jun  | 16:00 | Venezuela | 3–0    | Grécia    | 25–20 | 29–27 | 25–16 |       |       | 79–63   | Relatório |
| 9 jun  | 19:00 | Estônia   | 3–0    | Catar     | 25–16 | 25–15 | 25–20 |       |       | 75–51   | Relatório |
| 10 jun | 16:00 | Grécia    | 0–3    | Catar     | 23–25 | 21–25 | 27–29 |       |       | 71–79   | Relatório |
| 10 jun | 19:00 | Venezuela | 0–3    | Estônia   | 21–25 | 16–25 | 19–25 |       |       | 56–75   | Relatório |
| 11 jun | 16:00 | Catar     | 3–1    | Venezuela | 27–29 | 25–16 | 45–43 | 25–13 |       | 122–101 | Relatório |
| 11 jun | 19:00 | Grécia    | 2–3    | Estônia   | 13–25 | 25–21 | 25–22 | 17–25 | 11–15 | 91–108  | Relatório |

Grupo E3
- Local:  Palácio de Esportes El Menzah, Túnis, Tunísia

| Data   | Hora  |             | Placar |              | Set 1 | Set 2 | Set 3 | Set 4 | Set 5 | Total   | Relatório |
| ------ | ----- | ----------- | ------ | ------------ | ----- | ----- | ----- | ----- | ----- | ------- | --------- |
| 9 jun  | 16:00 | Montenegro  | 1–3    | Taipé Chinês | 22–25 | 21–25 | 25–18 | 17–25 |       | 85–93   | Relatório |
| 9 jun  | 22:00 | Tunísia     | 1–3    | Cazaquistão  | 25–13 | 28–30 | 21–25 | 21–25 |       | 95–93   | Relatório |
| 10 jun | 16:00 | Montenegro  | 3–0    | Cazaquistão  | 25–16 | 25–17 | 25–19 |       |       | 75–52   | Relatório |
| 10 jun | 22:00 | Tunísia     | 3–2    | Taipé Chinês | 25–23 | 23–25 | 25–17 | 20–25 | 15–12 | 108–102 | Relatório |
| 11 jun | 16:00 | Cazaquistão | 1–3    | Taipé Chinês | 23–25 | 25–17 | 21–25 | 21–25 |       | 90–92   | Relatório |
| 11 jun | 22:00 | Tunísia     | 3–2    | Montenegro   | 25–20 | 25–17 | 23–25 | 23–25 | 15–7  | 111–94  | Relatório |

Grupo F3
- Local:  TipsArena Linz, Linz, Áustria

| Data   | Hora  |          | Placar |          | Set 1 | Set 2 | Set 3 | Set 4 | Set 5 | Total   | Relatório |
| ------ | ----- | -------- | ------ | -------- | ----- | ----- | ----- | ----- | ----- | ------- | --------- |
| 9 jun  | 17:45 | México   | 2–3    | Espanha  | 25–23 | 18–25 | 25–21 | 19–25 | 9–15  | 96–109  | Relatório |
| 9 jun  | 20:15 | Áustria  | 3–1    | Alemanha | 25–20 | 27–29 | 30–28 | 25–23 |       | 107–100 | Relatório |
| 10 jun | 17:45 | Espanha  | 0–3    | Alemanha | 26–28 | 15–25 | 19–25 |       |       | 60–78   | Relatório |
| 10 jun | 20:15 | México   | 2–3    | Áustria  | 25–21 | 20–25 | 25–18 | 22–25 | 12–15 | 104–104 | Relatório |
| 11 jun | 17:45 | Alemanha | 3–0    | México   | 25–17 | 25–22 | 25–17 |       |       | 75–56   | Relatório |
| 11 jun | 20:15 | Áustria  | 0–3    | Espanha  | 21–25 | 19–25 | 27–29 |       |       | 67–79   | Relatório |

## Fase final

### Grupo 3
- Local:  Domo de la Feria, León, México
- As partidas seguem o horário local (UTC−5).

|  | Semifinais  | Semifinais  |   |             | Final          | Final |  |
|  |             |             |   |             |                |       |  |
|  | 17 de junho |             |   |             |                |       |  |
|  | Alemanha    | 0           |   |             |                |       |  |
|  | Espanha     | 3           |   |             |                |       |  |
|  |             |             |   |             |                |       |  |
|  |             |             |   |             | 18 de junho    |       |  |
|  |             |             |   |             | Espanha        | 0     |  |
|  |             | Estônia     | 3 |             |                |       |  |
|  |             |             |   |             |                |       |  |
|  |             |             |   |             |                |       |  |
|  |             |             |   |             | Terceiro lugar |       |  |
|  | 17 de junho | 17 de junho |   | 18 de junho | 18 de junho    |       |  |
|  | México      | 0           |   | Alemanha    | 3              |       |  |
|  | Estônia     | 3           |   |             | México         | 0     |  |

Semifinais
| Data   | Hora  |          | Placar |         | Set 1 | Set 2 | Set 3 | Set 4 | Set 5 | Total | Relatório |
| ------ | ----- | -------- | ------ | ------- | ----- | ----- | ----- | ----- | ----- | ----- | --------- |
| 17 jun | 17:00 | Alemanha | 0–3    | Espanha | 24–26 | 18–25 | 22–25 |       |       | 64–76 | Relatório |
| 17 jun | 19:30 | México   | 0–3    | Estônia | 22–25 | 13–25 | 20–25 |       |       | 55–75 | Relatório |

Terceiro lugar
| Data   | Hora  |          | Placar |        | Set 1 | Set 2 | Set 3 | Set 4 | Set 5 | Total | Relatório |
| ------ | ----- | -------- | ------ | ------ | ----- | ----- | ----- | ----- | ----- | ----- | --------- |
| 18 jun | 16:00 | Alemanha | 3–0    | México | 25–19 | 25–19 | 26–24 |       |       | 76–62 | Relatório |

Final
| Data   | Hora  |         | Placar |         | Set 1 | Set 2 | Set 3 | Set 4 | Set 5 | Total | Relatório |
| ------ | ----- | ------- | ------ | ------- | ----- | ----- | ----- | ----- | ----- | ----- | --------- |
| 18 jun | 18:30 | Espanha | 0–3    | Estônia | 22–25 | 16–25 | 21–25 |       |       | 59–75 | Relatório |

### Grupo 2
- Local:  Carrara Indoor Stadium, Gold Coast, Austrália
- As partidas seguem o horário local (UTC+10).

|  | Semifinais    | Semifinais  |   |               | Final          | Final |  |
|  |               |             |   |               |                |       |  |
|  | 24 de junho   |             |   |               |                |       |  |
|  | Eslovênia     | 3           |   |               |                |       |  |
|  | Países Baixos | 0           |   |               |                |       |  |
|  |               |             |   |               |                |       |  |
|  |               |             |   |               | 24 de junho    |       |  |
|  |               |             |   |               | Eslovênia      | 3     |  |
|  |               | Japão       | 0 |               |                |       |  |
|  |               |             |   |               |                |       |  |
|  |               |             |   |               |                |       |  |
|  |               |             |   |               | Terceiro lugar |       |  |
|  | 24 de junho   | 24 de junho |   | 24 de junho   | 24 de junho    |       |  |
|  | Austrália     | 2           |   | Países Baixos | 0              |       |  |
|  | Japão         | 3           |   |               | Austrália      | 3     |  |

Semifinais
| Data   | Hora  |           | Placar |               | Set 1 | Set 2 | Set 3 | Set 4 | Set 5 | Total   | Relatório |
| ------ | ----- | --------- | ------ | ------------- | ----- | ----- | ----- | ----- | ----- | ------- | --------- |
| 24 jun | 17:10 | Eslovênia | 3–0    | Países Baixos | 25–15 | 32–30 | 25–20 |       |       | 82–65   | Relatório |
| 24 jun | 19:40 | Austrália | 2–3    | Japão         | 25–23 | 18–25 | 23–25 | 25–22 | 16–18 | 107–113 | Relatório |

Terceiro lugar
| Data   | Hora  |               | Placar |           | Set 1 | Set 2 | Set 3 | Set 4 | Set 5 | Total | Relatório |
| ------ | ----- | ------------- | ------ | --------- | ----- | ----- | ----- | ----- | ----- | ----- | --------- |
| 25 jun | 13:40 | Países Baixos | 0–3    | Austrália | 27–29 | 19–25 | 26–28 |       |       | 72–82 | Relatório |

Final
| Data   | Hora  |           | Placar |       | Set 1 | Set 2 | Set 3 | Set 4 | Set 5 | Total | Relatório |
| ------ | ----- | --------- | ------ | ----- | ----- | ----- | ----- | ----- | ----- | ----- | --------- |
| 25 jun | 16:10 | Eslovênia | 3–0    | Japão | 25–17 | 26–24 | 25–17 |       |       | 76–58 | Relatório |

### Grupo 1
- Local:  Arena da Baixada, Curitiba, Brasil
- As partidas seguem o horário local (UTC−3).

#### Grupo J1
|     |        |     | Jogos | Jogos | Jogos | Resultados | Resultados | Resultados | Resultados | Resultados | Resultados | Sets | Sets | Sets  | Pontos | Pontos | Pontos |
| Pos | Equipe | Pts | T     | V     | D     | 3–0        | 3–1        | 3–2        | 2–3        | 1–3        | 0–3        | V    | P    | R     | V      | P      | R      |
| --- | ------ | --- | ----- | ----- | ----- | ---------- | ---------- | ---------- | ---------- | ---------- | ---------- | ---- | ---- | ----- | ------ | ------ | ------ |
| 1   | Brasil | 5   | 2     | 2     | 0     | 0          | 1          | 1          | 0          | 0          | 0          | 6    | 3    | 2,000 | 198    | 185    | 1.070  |
| 2   | Canadá | 3   | 2     | 1     | 1     | 1          | 0          | 0          | 0          | 1          | 0          | 4    | 3    | 1.333 | 163    | 159    | 1.025  |
| 3   | Rússia | 1   | 2     | 0     | 2     | 0          | 0          | 0          | 1          | 0          | 1          | 2    | 6    | 0.333 | 168    | 185    | 0.908  |

| Data  | Hora  |        | Placar |        | Set 1 | Set 2 | Set 3 | Set 4 | Set 5 | Total   | Relatório |
| ----- | ----- | ------ | ------ | ------ | ----- | ----- | ----- | ----- | ----- | ------- | --------- |
| 4 jul | 15:05 | Brasil | 3–1    | Canadá | 25–21 | 17–25 | 25–19 | 25–19 |       | 92–84   | Relatório |
| 5 jul | 15:05 | Rússia | 0–3    | Canadá | 23–25 | 27–29 | 17–25 |       |       | 67–79   | Relatório |
| 6 jul | 15:05 | Brasil | 3–2    | Rússia | 25–18 | 18–25 | 25–19 | 22–25 | 16–14 | 106–101 | Relatório |

#### Grupo K1
|     |                |     | Jogos | Jogos | Jogos | Resultados | Resultados | Resultados | Resultados | Resultados | Resultados | Sets | Sets | Sets  | Pontos | Pontos | Pontos |
| Pos | Equipe         | Pts | T     | V     | D     | 3–0        | 3–1        | 3–2        | 2–3        | 1–3        | 0–3        | V    | P    | R     | V      | P      | R      |
| --- | -------------- | --- | ----- | ----- | ----- | ---------- | ---------- | ---------- | ---------- | ---------- | ---------- | ---- | ---- | ----- | ------ | ------ | ------ |
| 1   | França         | 4   | 2     | 2     | 0     | 0          | 0          | 2          | 0          | 0          | 0          | 6    | 4    | 1.500 | 205    | 213    | 0.962  |
| 2   | Estados Unidos | 4   | 2     | 1     | 1     | 0          | 1          | 0          | 1          | 0          | 0          | 5    | 4    | 1.250 | 205    | 197    | 1.041  |
| 3   | Sérvia         | 1   | 2     | 0     | 2     | 0          | 0          | 0          | 1          | 1          | 0          | 3    | 6    | 0.500 | 194    | 194    | 1,000  |

| Data  | Hora  |        | Placar |                | Set 1 | Set 2 | Set 3 | Set 4 | Set 5 | Total   | Relatório |
| ----- | ----- | ------ | ------ | -------------- | ----- | ----- | ----- | ----- | ----- | ------- | --------- |
| 4 jul | 17:40 | França | 3–2    | Estados Unidos | 27–25 | 20–25 | 26–24 | 17–25 | 15–12 | 105–111 | Relatório |
| 5 jul | 17:40 | Sérvia | 1–3    | Estados Unidos | 22–25 | 23–25 | 25–19 | 22–25 |       | 92–94   | Relatório |
| 6 jul | 18:10 | França | 3–2    | Sérvia         | 25–21 | 25–20 | 17–25 | 18–25 | 15–11 | 100–102 | Relatório |

#### Final four
|  | Semifinais     | Semifinais |   |                | Final          | Final |  |
|  |                |            |   |                |                |       |  |
|  | 7 de julho     |            |   |                |                |       |  |
|  | Brasil         | 3          |   |                |                |       |  |
|  | Estados Unidos | 1          |   |                |                |       |  |
|  |                |            |   |                |                |       |  |
|  |                |            |   |                | 8 de julho     |       |  |
|  |                |            |   |                | Brasil         | 2     |  |
|  |                | França     | 3 |                |                |       |  |
|  |                |            |   |                |                |       |  |
|  |                |            |   |                |                |       |  |
|  |                |            |   |                | Terceiro lugar |       |  |
|  | 7 de julho     | 7 de julho |   | 8 de julho     | 8 de julho     |       |  |
|  | França         | 3          |   | Estados Unidos | 1              |       |  |
|  | Canadá         | 1          |   |                | Canadá         | 3     |  |

Semifinais
| Data  | Hora  |        | Placar |                | Set 1 | Set 2 | Set 3 | Set 4 | Set 5 | Total | Relatório |
| ----- | ----- | ------ | ------ | -------------- | ----- | ----- | ----- | ----- | ----- | ----- | --------- |
| 7 jul | 15:05 | Brasil | 3–1    | Estados Unidos | 25–20 | 23–25 | 25–20 | 25–19 |       | 98–84 | Relatório |
| 7 jul | 17:50 | França | 3–1    | Canadá         | 25–19 | 22–25 | 25–19 | 25–21 |       | 97–84 | Relatório |

Terceiro lugar
| Data  | Hora  |                | Placar |        | Set 1 | Set 2 | Set 3 | Set 4 | Set 5 | Total | Relatório |
| ----- | ----- | -------------- | ------ | ------ | ----- | ----- | ----- | ----- | ----- | ----- | --------- |
| 8 jul | 20:00 | Estados Unidos | 1–3    | Canadá | 25–18 | 20–25 | 22–25 | 21–25 |       | 88–93 | Relatório |

Final
| Data  | Hora  |        | Placar |        | Set 1 | Set 2 | Set 3 | Set 4 | Set 5 | Total   | Relatório |
| ----- | ----- | ------ | ------ | ------ | ----- | ----- | ----- | ----- | ----- | ------- | --------- |
| 8 jul | 23:05 | Brasil | 2–3    | França | 25–21 | 15–25 | 23–25 | 25–19 | 13–15 | 101–105 | Relatório |

## Classificação final
| Campeão | Vice-campeão | Terceiro lugar |
| FrançaJenia Grebennikov · Trévor Clévenot · Benjamin Toniutti · Julien Lyneel · Earvin N'Gapeth · Kévin Le Roux · Antoine Brizard · Stephen Boyer · Nicolas Le Goff · Daryl Bultor · Guillaume Quesque · Thibault Rossard · Nicolas Rossard · Barthélémy Chinenyeze | BrasilBruno Rezende · Éder Carbonera · Wallace de Souza · Lucas Lóh · Tiago Brendle · Thales Hoss · Raphael Vieira · Otávio Pinto · Rodrigo Leão · Maurício Souza · Lucas Saatkamp · Ricardo Lucarelli · Maurício Borges · Renan Buiatti | CanadáTyler Sanders · John Gordon Perrin · Steven Marshall · Nicholas Hoag · Stephen Maar · Jason DeRocco · Sharone Vernon-Evans · Daniel Jansen Van Doorn · Lucas Van Berkel · Ryley Barnes · Graham Vigrass · Blair Bann · Arthur Szwarc · Brett Walsh |

| 4  | Estados Unidos |
| 5  | Sérvia         |
| 5  | Rússia         |
| 7  | Bélgica        |
| 8  | Polônia        |
| 9  | Bulgária       |
| 10 | Argentina      |
| 11 | Irã            |
| 12 | Itália         |
| 13 | Eslovênia      |
| 14 | Japão          |
| 15 | Austrália      |
| 16 | Países Baixos  |
| 17 | China          |
| 18 | Coreia do Sul  |
| 19 | Eslováquia     |
| 20 | Chéquia        |
| 21 | Finlândia      |
| 22 | Portugal       |
| 23 | Turquia        |
| 24 | Egito          |
| 25 | Estônia        |
| 26 | Espanha        |
| 27 | Alemanha       |
| 28 | México         |
| 29 | Áustria        |
| 30 | Tunísia        |
| 31 | Montenegro     |
| 32 | Catar          |
| 33 | Taipé Chinês   |
| 34 | Venezuela      |
| 35 | Cazaquistão    |
| 36 | Grécia         |

## Prêmios individuais
A seleção do campeonato foi composta pelos seguintes jogadores:
- MVP (Most Valuable Player):  Earvin N'Gapeth